# Jean Laude
Jean Laude (* 11. Mai 1922 in Dünkirchen; † 8. Dezember 1983 in Paris) war ein französischer Kunsthistoriker, Ethnologe, Afrikanist und Dichter. Der Spezialist für afrikanische Kunst sowie europäische Kunst des frühen 20. Jahrhunderts war Professor für zeitgenössische Kunstgeschichte an der Université Paris I.

## Leben
Nach dem Schulabschluss begann Jean Laude 1941 ein Jurastudium in Paris, musste dann aber von September 1942 bis Juni 1945 Zwangsarbeit in Österreich leisten. Nach Kriegsende holte ihn Michel Leiris 1946 als Mitarbeiter in die „Schwarzafrika“-Abteilung des anthropologischen Museums Musée de l’Homme in Paris. Angeregt von Robert Goldwater begann Laude sich mit den Einflüssen der afrikanischen Kunst auf die Kunst der europäischen Moderne zu beschäftigen. Nach Abschluss seiner Licence verließ er Ende 1950 den Museumsdienst und wurde wissenschaftlicher Mitarbeiter des Centre national de la recherche scientifique (CNRS). Dort arbeitete er parallel an der Typologie und formalen Analyse der Statuen aus dem Dogonland (Mali) sowie an Untersuchungen über den „Primitivismus“ in der europäischen Malerei der ersten beiden Jahrzehnte des 20. Jahrhunderts.
Laude promovierte 1964 bei Pierre Francastel über Statuen der Dogon. Vier Jahre später schloss er an der Universität von Paris (Sorbonne) bei Étienne Souriau das doctorat d’Etat (entspricht etwa einer Habilitation) mit einer Arbeit über das Verhältnis der französischen Malerei von 1905 bis 1914 und der „Negerkunst“ sowie die Quellen des Fauvismus und des Kubismus ab. Er wurde 1974 Professor für Kunstgeschichte der Gegenwart an der Université Paris 1 Panthéon-Sorbonne, wo er bis zu seinem Tod lehrte.
Daneben veröffentlichte er ab 1947 Gedichte, für die Laude sich von Novalis und Hölderlin inspirieren ließ. Eine Sammlung seiner kunsthistorischen Schriften wurde 2019 herausgegeben. Ein 1984 gegründeter Verein der Freunde Jean Laudes unterhält eine Website auf seinen Namen mit reicher Information.

## Werke (Auswahl)

### Lyrik
- Entre deux morts. 1947.
- Les Saisons et la mer, poème. Seuil, Paris 1959.
- Les plages de Thulé. Seuil, Paris 1964. Hrsg. Michel Collot. La Lettre volée, Brüssel 2012.
- Le mur bleu. Mercure de France, Paris 1965.
- En attendant un jour de fête. Éditions Fata Morgana, Montpellier 1974.
- Discours inaugural. Éditions Fata Morgana, Montpellier 1974.
- Le dict de Cassandre. Fata Morgana, Fontfroide-le-Haut 1982.
- La Trame inhabitée de la lumière. J. Corti, Paris 1989.

### Sachliteratur
- Les Arts de l’Afrique noire. Chêne, Paris 1966. 1979. 1990.
  - (englisch) The arts of black Africa. University of California Press, Berkeley 1971.
- La peinture française et l’art nègre 1905–1914. Contribution à l’étude des sources du fauvisme et du cubisme. Klincksieck, Paris 1968. Hrsg. Jean-Louis Paudrat. 2006.
- African art of the Dogon. The myths of the cliff dwellers. The Viking Press, New York 1973.
- Zao Wou-Ki. La Connaissance, Brüssel 1974.
- Écrits sur l’art. Hrsg. Laurence Bertrand Dorléac und Jean-Louis Paudrat. Presses du réel, Dijon 2019.